# Bundestagswahlkreis Mansfeld
Der Bundestagswahlkreis Mansfeld (Wahlkreis 73; bis zur Bundestagswahl 2021 Wahlkreis 74) ist ein Wahlkreis in Sachsen-Anhalt. Bis zur Bundestagswahl 2005 trug er den Namen Mansfelder Land. Er umfasst den Landkreis Mansfeld-Südharz, vom Saalekreis die Gemeinden Bad Lauchstädt, Mücheln (Geiseltal), Querfurt, Salzatal, Teutschenthal und Wettin-Löbejün sowie die Verbandsgemeinde Weida-Land und vom Landkreis Anhalt-Bitterfeld die Gemeinden Aken (Elbe), Köthen (Anhalt), Osternienburger Land und Südliches Anhalt.
Da Sachsen-Anhalt zur Bundestagswahl 2025 einen Wahlkreis verlor, wurde eine Neugliederung der meisten Wahlkreise des Landes vorgenommen. Dabei wurde der Wahlkreis Mansfeld um die vier Gemeinden Aken, Köthen, Osternienburger Land und Südliches Anhalt vergrößert, die zuvor zum ehemaligen Bundestagswahlkreis Anhalt gehörten. Gleichzeitig gab der Wahlkreis die Stadt Merseburg an den Bundestagswahlkreis Burgenland – Saalekreis ab.

## Geschichte
Der Wahlkreis 75 Mansfelder Land ging bei der Wahlkreisreform von 2002 aus dem Vorgängerwahlkreis 295 Eisleben – Hettstedt – Sangerhausen hervor, der die ehemaligen Landkreise Eisleben, Hettstedt und Sangerhausen umfasste. Zur Bundestagswahl 2009 verlor Sachsen-Anhalt einen Wahlkreis. Da außerdem in Sachsen-Anhalt im Jahre 2007 eine größere Kreisreform stattfand, wurden die meisten Wahlkreise neu abgegrenzt. Der Wahlkreis Mansfelder Land wurde in Mansfeld umbenannt und um die drei Verwaltungsgemeinschaften Saalkreis Nord, Westlicher Saalkreis und Würde/Salza erweitert, die bisher zum aufgelösten Wahlkreis Bernburg – Bitterfeld – Saalkreis gehörten. Zur Bundestagswahl 2013 erhielt der Wahlkreis die Nummer 74.
| Wahl      | Wahlkreisname                           | Gebiet |
| --------- | --------------------------------------- | --- |
| 1990–1998 | 295 Eisleben – Hettstedt – Sangerhausen | Landkreis Eisleben, Landkreis Hettstedt und Landkreis Sangerhausen |
| 2002      | 75 Mansfelder Land                      | Landkreis Mansfelder Land, Landkreis Sangerhausen, vom Landkreis Merseburg-Querfurt die Gemeinden Bad Lauchstädt und Querfurt sowie die Verwaltungsgemeinschaften Forst Hermannseck, Laucha-Schwarzeiche, Merseburg, Oberes Geiseltal, Wein-Weida-Land und Weitzschker Weidatal |
| 2005      | 75 Mansfelder Land                      | Landkreis Mansfelder Land, Landkreis Sangerhausen, vom Landkreis Merseburg-Querfurt die Gemeinden Albersroda, Alberstedt, Bad Lauchstädt, Barnstädt, Beuna (Geiseltal), Branderoda, Delitz am Berge, Esperstedt, Farnstädt, Geusa, Gröst, Klobikau, Krumpa, Langeneichstädt, Merseburg, Milzau, Mücheln (Geiseltal), Nemsdorf-Göhrendorf, Obhausen, Oechlitz, Querfurt, Schafstädt, Schraplau, Steigra und Wünsch 1 |
| 2009      | 75 Mansfeld                             | Landkreis Mansfeld-Südharz, vom Saalekreis die Gemeinden Albersroda, Alberstedt, Angersdorf, Bad Lauchstädt, Barnstädt, Beesenstedt, Bennstedt, Beuna (Geiseltal), Brachwitz, Döblitz, Domnitz, Dornstedt, Dößel, Esperstedt, Farnstädt, Fienstedt, Geusa, Gimritz, Höhnstedt, Kloschwitz, Langenbogen, Lieskau, Löbejün, Merseburg, Milzau, Mücheln (Geiseltal), Nauendorf, Nemsdorf-Göhrendorf, Neutz-Lettewitz, Obhausen, Oechlitz, Plötz, Querfurt, Rothenburg, Salzmünde, Schochwitz, Schraplau, Steigra, Steuden, Teutschenthal, Wettin und Zappendorf |
| 2013–2021 | 74 Mansfeld                             | Landkreis Mansfeld-Südharz, vom Saalekreis die Gemeinden Bad Lauchstädt, Merseburg, Mücheln (Geiseltal), Querfurt, Salzatal, Teutschenthal und Wettin-Löbejün sowie die Verbandsgemeinde Weida-Land 1 |
| 2025–     | 73 Mansfeld                             | Landkreis Mansfeld-Südharz, vom Saalekreis die Gemeinden Bad Lauchstädt, Mücheln (Geiseltal), Querfurt, Salzatal, Teutschenthal und Wettin-Löbejün sowie die Verbandsgemeinde Weida-Land und vom Landkreis Anhalt-Bitterfeld die Gemeinden Aken (Elbe), Köthen (Anhalt), Osternienburger Land und Südliches Anhalt |

## Wahlkreisabgeordnete
Wahlkreise Mansfeld bzw. Mansfelder Land bzw. Eisleben – Hettstedt – Sangerhausen.
| Wahl | Abgeordneter | Abgeordneter      | Partei | Stimmen in % |
| ---- | ------------ | ----------------- | ------ | ------------ |
| 1990 |              | Heinz Rother      | CDU    | 44,0         |
| 1994 |              | Frederick Schulze | CDU    | 43,6         |
| 1998 |              | Silvia Schmidt    | SPD    | 41,4         |
| 2002 | 39,8         | Silvia Schmidt    | SPD    |              |
| 2005 | 32,8         | Silvia Schmidt    | SPD    |              |
| 2009 |              | Harald Koch       | LINKE  | 35,2         |
| 2013 |              | Uda Heller        | CDU    | 41,9         |
| 2017 |              | Torsten Schweiger | CDU    | 31,0         |
| 2021 |              | Robert Farle      | AfD    | 25,1         |
| 2025 |              | Kay-Uwe Ziegler   | AfD    | 43,8         |

## Wahlergebnisse

### Bundestagswahl 2025
Zur Bundestagswahl 2025 treten in Sachsen-Anhalt zwölf Parteien mit Landeslisten an. Im Wahlkreis Mansfeld treten neun Direktkandidaten an.
| Kandidaten                                             | Kandidaten                   | Parteien/Listen       | Erststimmen | Erststimmen | Zweitstimmen | Zweitstimmen |
| Kandidaten                                             | Kandidaten                   | Parteien/Listen       | Stimmen     | %           | Stimmen      | %            |
| ------------------------------------------------------ | ---------------------------- | --------------------- | ----------- | ----------- | ------------ | ------------ |
|                                                        | Aick Pietschmann             | SPD                   | 17.214      | 10,7        | 15.492       | 9,6          |
|                                                        | Frank Wyszkowski             | CDU                   | 34.087      | 21,2        | 29.809       | 18,4         |
|                                                        | Marco Beckmann               | Bündnis 90/Die Grünen | 3.195       | 2,0         | 3.974        | 2,5          |
|                                                        | Jan Czekanowski              | FDP                   | 5.524       | 3,4         | 5.231        | 3,2          |
|                                                        | Kay-Uwe Zieglergewählt im WK | AfD                   | 70.305      | 43,8        | 69.621       | 43,1         |
|                                                        | Matthias Schütz              | Die Linke             | 19.699      | 12,3        | 14.488       | 9,0          |
|                                                        | Marcel Enders                | Freie Wähler          | 5.613       | 3,5         | 2.167        | 1,3          |
|                                                        | –                            | Die PARTEI            | –           | –           | 988          | 0,6          |
|                                                        | –                            | Volt                  | –           | –           | 613          | 0,4          |
|                                                        | –                            | MLPD                  | –           | –           | 105          | 0,1          |
|                                                        | –                            | Bündnis Deutschland   | –           | –           | 421          | 0,3          |
|                                                        | –                            | BSW                   | –           | –           | 18.746       | 11,6         |
|                                                        | Bernd Hartwig                | Einzelbewerber        | 2.048       | 1,3         | –            | –            |
|                                                        | Robert Farle                 | Einzelbewerber        | 2.981       | 1,9         | –            | –            |
| Gesamt                                                 | Gesamt                       | Gesamt                | 160.666     | 100         | 161.655      | 100          |
|                                                        |                              |                       |             |             |              |              |
| Ungültige Stimmen                                      | Ungültige Stimmen            | Ungültige Stimmen     | 2.517       | 1,5         | 1.528        | 0,9          |
| Wähler                                                 | Wähler                       | Wähler                | 163.183     | 77,5        | 163.183      | 77,5         |
| Wahlberechtigte                                        | Wahlberechtigte              | Wahlberechtigte       | 210.496     |             | 210.496      |              |
|                                                        |                              |                       |             |             |              |              |
| Quellen: Die Bundeswahlleiterin, Kandidaten – Ergebnis |                              |                       |             |             |              |              |

### Bundestagswahl 2021
Zur Bundestagswahl 2021 traten in Sachsen-Anhalt 19 Parteien mit Landeslisten an. Im Wahlkreis Mansfeld traten acht Direktkandidaten an.
Robert Farle gewann mit 25,1 % der Erststimmen erstmals das Direktmandat. Die SPD erhielt mit 24,4 % die meisten Zweitstimmen im Wahlkreis. Katrin Budde zog über Platz 2 der Landesliste der SPD wieder in den Bundestag ein. Ingo Bodtke gelang dies über Platz 2 der Landesliste der FDP erstmals.
| Kandidaten                                                                  | Kandidaten                 | Parteien/Listen   | Erststimmen | Erststimmen | Zweitstimmen | Zweitstimmen |
| Kandidaten                                                                  | Kandidaten                 | Parteien/Listen   | Stimmen     | %           | Stimmen      | %            |
| --------------------------------------------------------------------------- | -------------------------- | ----------------- | ----------- | ----------- | ------------ | ------------ |
|                                                                             | Torsten Schweiger          | CDU               | 32.732      | 24,9        | 28.411       | 21,6         |
|                                                                             | Robert Farlegewählt im WK  | AfD               | 32.930      | 25,1        | 31.476       | 23,9         |
|                                                                             | Daniel Feuerberg           | DIE LINKE         | 13.108      | 10,0        | 11.680       | 8,9          |
|                                                                             | Katrin Budde               | SPD               | 30.969      | 23,6        | 32.109       | 24,4         |
|                                                                             | Ingo Bodtke                | FDP               | 11.089      | 8,4         | 12.792       | 9,7          |
|                                                                             | Mika-Sören Erdmann         | GRÜNE             | 3.820       | 2,9         | 4.835        | 3,7          |
|                                                                             | –                          | Tierschutzallianz | –           | –           | 1.253        | 1,0          |
|                                                                             | Sarah Katharina Biedermann | FREIE WÄHLER      | 3.958       | 3,0         | 2.163        | 1,6          |
|                                                                             | –                          | Die PARTEI        | –           | –           | 839          | 0,6          |
|                                                                             | –                          | NPD               | –           | –           | 410          | 0,3          |
|                                                                             | –                          | Gartenpartei      | –           | –           | 701          | 0,5          |
|                                                                             | –                          | MLPD              | –           | –           | 108          | 0,1          |
|                                                                             | Pierre Kynast              | dieBasis          | 2.731       | 2,1         | 2.322        | 1,8          |
|                                                                             | –                          | du.               | –           | –           | 133          | 0,1          |
|                                                                             | –                          | ÖDP               | –           | –           | 55           | 0,0          |
|                                                                             | –                          | Die Humanisten    | –           | –           | 125          | 0,1          |
|                                                                             | –                          | Tierschutzpartei  | –           | –           | 1.683        | 1,3          |
|                                                                             | –                          | PIRATEN           | –           | –           | 341          | 0,3          |
|                                                                             | –                          | Volt              | –           | –           | 145          | 0,1          |
| Gesamt                                                                      | Gesamt                     | Gesamt            | 131.337     | 100         | 131.581      | 100          |
|                                                                             |                            |                   |             |             |              |              |
| Ungültige Stimmen                                                           | Ungültige Stimmen          | Ungültige Stimmen | 1.727       | 1,3         | 1.483        | 1,1          |
| Wähler                                                                      | Wähler                     | Wähler            | 133.064     | 67,0        | 133.064      | 67,0         |
| Wahlberechtigte                                                             | Wahlberechtigte            | Wahlberechtigte   | 198.676     |             | 198.676      |              |
|                                                                             |                            |                   |             |             |              |              |
| Quellen: Die Bundeswahlleiterin, Stimmen – Die Landeswahlleiterin, Ergebnis |                            |                   |             |             |              |              |

### Bundestagswahl 2017
Bei der Bundestagswahl 2017 waren 207.103 Einwohner wahlberechtigt; die Wahlbeteiligung lag bei 67,7 %. Torsten Schweiger gewann das Direktmandat für die CDU.
| Kandidaten                                                                 | Kandidaten                     | Parteien/Listen   | Erststimmen | Erststimmen | Zweitstimmen | Zweitstimmen |
| Kandidaten                                                                 | Kandidaten                     | Parteien/Listen   | Stimmen     | %           | Stimmen      | %            |
| -------------------------------------------------------------------------- | ------------------------------ | ----------------- | ----------- | ----------- | ------------ | ------------ |
|                                                                            | Torsten Schweigergewählt im WK | CDU               | 42.725      | 31,0        | 39.751       | 28,8         |
|                                                                            | Alexander Sorge                | Die Linke         | 24.863      | 18,1        | 23.909       | 17,3         |
|                                                                            | Katrin Budde                   | SPD               | 20.864      | 15,2        | 19.835       | 14,4         |
|                                                                            | Uwe Scheidemann                | AfD               | 32.864      | 23,9        | 32.982       | 23,9         |
|                                                                            | Katharina Schultheis           | GRÜNE             | 3.647       | 2,6         | 3.250        | 2,4          |
|                                                                            | Andreas Silbersack             | FDP               | 11.091      | 8,1         | 11.236       | 8,1          |
|                                                                            | Henry Kurt Lippold             | NPD               | 1.217       | 0,9         | 1.297        | 0,9          |
|                                                                            | –                              | FREIE WÄHLER      | –           | –           | 1.161        | 0,8          |
|                                                                            | –                              | MLPD              | –           | –           | 178          | 0,1          |
|                                                                            | –                              | Tierschutzallianz | –           | –           | 2.074        | 1,5          |
|                                                                            | –                              | BGE               | –           | –           | 414          | 0,3          |
|                                                                            | –                              | DiB               | –           | –           | 204          | 0,1          |
|                                                                            | –                              | MG                | –           | –           | 446          | 0,3          |
|                                                                            | –                              | Die PARTEI        | –           | –           | 1.195        | 0,9          |
|                                                                            | Adrian Mauson                  | Einzelbewerber    | 386         | 0,3         | –            | –            |
| Gesamt                                                                     | Gesamt                         | Gesamt            | 137.657     | 100         | 137.932      | 100          |
|                                                                            |                                |                   |             |             |              |              |
| Ungültige Stimmen                                                          | Ungültige Stimmen              | Ungültige Stimmen | 2.566       | 1,8         | 2.291        | 1,6          |
| Wähler                                                                     | Wähler                         | Wähler            | 140.223     | 67,7        | 140.223      | 67,7         |
| Wahlberechtigte                                                            | Wahlberechtigte                | Wahlberechtigte   | 207.103     |             | 207.103      |              |
|                                                                            |                                |                   |             |             |              |              |
| Quellen: Die Bundeswahlleiterin, Stimmen – Die Landeswahlleiterin, Stimmen |                                |                   |             |             |              |              |

### Bundestagswahl 2013
Bei der Bundestagswahl 2013 waren 217.783 Einwohner wahlberechtigt; die Wahlbeteiligung lag bei 61,1 %. Uda Heller gewann das Direktmandat für die CDU.
| Kandidaten                               | Kandidaten               | Parteien/Listen   | Erststimmen | Erststimmen | Zweitstimmen | Zweitstimmen |
| Kandidaten                               | Kandidaten               | Parteien/Listen   | Stimmen     | %           | Stimmen      | %            |
| ---------------------------------------- | ------------------------ | ----------------- | ----------- | ----------- | ------------ | ------------ |
|                                          | Harald Koch              | Die Linke         | 35.982      | 27,6        | 33.613       | 25,7         |
|                                          | Uda Hellergewählt im WK  | CDU               | 54.705      | 41,9        | 53.869       | 41,2         |
|                                          | Andreas Schmidt          | SPD               | 23.560      | 18,1        | 22.399       | 17,1         |
|                                          | Harald Oster             | FDP               | 2.458       | 1,9         | 3.837        | 2,9          |
|                                          | Norbert Jung             | GRÜNE             | 3.193       | 2,4         | 3.637        | 2,8          |
|                                          | Christian Kunze          | PIRATEN           | 3.123       | 2,4         | 2.235        | 1,7          |
|                                          | Volkmar Neugebauer       | NPD               | 4.277       | 3,3         | 3.478        | 2,7          |
|                                          | –                        | MLPD              | –           | –           | 200          | 0,2          |
|                                          | –                        | AfD               | –           | –           | 5.378        | 4,1          |
|                                          | –                        | pro Deutschland   | –           | –           | 485          | 0,4          |
|                                          | Julia Erika Gudrun Löser | FREIE WÄHLER      | 2.232       | 1,7         | 1.403        | 1,1          |
|                                          | –                        | ÖDP               | –           | –           | 160          | 0,1          |
|                                          | Chris Pap                | Einzelbewerber a  | 881         | 0,7         | –            | –            |
| Gesamt                                   | Gesamt                   | Gesamt            | 130.411     | 100         | 130.694      | 100          |
|                                          |                          |                   |             |             |              |              |
| Ungültige Stimmen                        | Ungültige Stimmen        | Ungültige Stimmen | 2.572       | 1,9         | 2.289        | 1,7          |
| Wähler                                   | Wähler                   | Wähler            | 132.983     | 61,1        | 132.983      | 61,1         |
| Wahlberechtigte                          | Wahlberechtigte          | Wahlberechtigte   | 217.783     |             | 217.783      |              |
|                                          |                          |                   |             |             |              |              |
| Quellen: Die Bundeswahlleiterin, Stimmen |                          |                   |             |             |              |              |

### Bundestagswahl 2009
Bei der Bundestagswahl 2009 waren 232.086 Einwohner wahlberechtigt; die Wahlbeteiligung lag bei 59,0 %. Harald Koch gewann das Direktmandat für Die Linke. Silvia Schmidt (SPD) zog über die Landesliste ihrer Partei ebenfalls in den Bundestag ein.
| Kandidaten                             | Kandidaten               | Parteien/Listen   | Erststimmen | Erststimmen | Zweitstimmen | Zweitstimmen |
| Kandidaten                             | Kandidaten               | Parteien/Listen   | Stimmen     | %           | Stimmen      | %            |
| -------------------------------------- | ------------------------ | ----------------- | ----------- | ----------- | ------------ | ------------ |
|                                        | Silvia Schmidt           | SPD               | 23.028      | 17,2        | 21.030       | 15,7         |
|                                        | Harald Kochgewählt im WK | Die Linke         | 47.051      | 35,2        | 46.802       | 34,9         |
|                                        | Uda Heller               | CDU               | 43.014      | 32,2        | 39.645       | 29,6         |
|                                        | Elke Weckner-Lömm        | FDP               | 10.818      | 8,1         | 14.574       | 10,9         |
|                                        | Gesine Haerting          | GRÜNE             | 5.465       | 4,1         | 4.977        | 3,7          |
|                                        | Judith Rothe             | NPD               | 4.337       | 3,2         | 3.713        | 2,8          |
|                                        | –                        | MLPD              | –           | –           | 331          | 0,2          |
|                                        | –                        | DVU               | –           | –           | 407          | 0,3          |
|                                        | –                        | PIRATEN           | –           | –           | 2.623        | 2,0          |
| Gesamt                                 | Gesamt                   | Gesamt            | 133.713     | 100         | 134.102      | 100          |
|                                        |                          |                   |             |             |              |              |
| Ungültige Stimmen                      | Ungültige Stimmen        | Ungültige Stimmen | 3.127       | 2,3         | 2.738        | 2,0          |
| Wähler                                 | Wähler                   | Wähler            | 136.840     | 59,0        | 136.840      | 59,0         |
| Wahlberechtigte                        | Wahlberechtigte          | Wahlberechtigte   | 232.086     |             | 232.086      |              |
|                                        |                          |                   |             |             |              |              |
| Quellen: Der Bundeswahlleiter, Stimmen |                          |                   |             |             |              |              |

### Bundestagswahl 2005
| Kandidaten                             | Kandidaten                  | Parteien/Listen   | Erststimmen | Erststimmen | Zweitstimmen | Zweitstimmen |
| Kandidaten                             | Kandidaten                  | Parteien/Listen   | Stimmen     | %           | Stimmen      | %            |
| -------------------------------------- | --------------------------- | ----------------- | ----------- | ----------- | ------------ | ------------ |
|                                        | Silvia Schmidtgewählt im WK | SPD               | 46.826      | 32,8        | 44.034       | 30,8         |
|                                        | Uda Heller                  | CDU               | 40.155      | 28,1        | 34.938       | 24,4         |
|                                        | Uwe-Jens Rössel             | Die Linke.        | 39.734      | 27,8        | 41.058       | 28,7         |
|                                        | Hans-Dieter Walter          | FDP               | 7.375       | 5,2         | 12.399       | 8,7          |
|                                        | Sebastian Striegel          | GRÜNE             | 2.848       | 2,0         | 4.233        | 3,0          |
|                                        | Judith Rothe                | NPD               | 4.964       | 3,5         | 4.698        | 3,3          |
|                                        | –                           | REP               | –           | –           | 442          | 0,3          |
|                                        | –                           | MLPD              | –           | –           | 496          | 0,3          |
|                                        | Lutz Reuscher               | Offensive D       | 910         | 0,6         | 373          | 0,3          |
|                                        | –                           | Pro DM            | –           | –           | 480          | 0,3          |
| Gesamt                                 | Gesamt                      | Gesamt            | 142.812     | 100         | 143.151      | 100          |
|                                        |                             |                   |             |             |              |              |
| Ungültige Stimmen                      | Ungültige Stimmen           | Ungültige Stimmen | 3.565       | 2,4         | 3.226        | 2,2          |
| Wähler                                 | Wähler                      | Wähler            | 146.377     | 70,1        | 146.377      | 70,1         |
| Wahlberechtigte                        | Wahlberechtigte             | Wahlberechtigte   | 208.678     |             | 208.678      |              |
|                                        |                             |                   |             |             |              |              |
| Quellen: Der Bundeswahlleiter, Stimmen |                             |                   |             |             |              |              |

### Bundestagswahl 2002
| Kandidaten                             | Kandidaten                  | Parteien/Listen   | Erststimmen | Erststimmen | Zweitstimmen | Zweitstimmen |
| Kandidaten                             | Kandidaten                  | Parteien/Listen   | Stimmen     | %           | Stimmen      | %            |
| -------------------------------------- | --------------------------- | ----------------- | ----------- | ----------- | ------------ | ------------ |
|                                        | Silvia Schmidtgewählt im WK | SPD               | 57.245      | 39,8        | 60.197       | 41,8         |
|                                        | Uda Heller                  | CDU               | 44.667      | 31,1        | 44.518       | 30,9         |
|                                        | Uwe-Jens Rössel             | PDS               | 24.426      | 17,0        | 21.775       | 15,1         |
|                                        | Karsten Pille               | FDP               | 11.995      | 8,3         | 10.876       | 7,5          |
|                                        | Ronald Albrecht             | GRÜNE             | 2.375       | 1,7         | 3.246        | 2,3          |
|                                        | –                           | GRAUE             | –           | –           | 444          | 0,3          |
|                                        | Andreas Karl                | NPD               | 2.021       | 1,4         | 1.763        | 1,2          |
|                                        | –                           | Tierschutzpartei  | –           | –           | 1.327        | 0,9          |
|                                        | Thomas Fahnert              | Einzelbewerber    | 1.053       | 0,7         | –            | –            |
| Gesamt                                 | Gesamt                      | Gesamt            | 143.782     | 100         | 144.146      | 100          |
|                                        |                             |                   |             |             |              |              |
| Ungültige Stimmen                      | Ungültige Stimmen           | Ungültige Stimmen | 2.630       | 1,8         | 2.266        | 1,5          |
| Wähler                                 | Wähler                      | Wähler            | 146.412     | 68,6        | 146.412      | 68,6         |
| Wahlberechtigte                        | Wahlberechtigte             | Wahlberechtigte   | 213.438     |             | 213.438      |              |
|                                        |                             |                   |             |             |              |              |
| Quellen: Der Bundeswahlleiter, Stimmen |                             |                   |             |             |              |              |